# Laag van Nitabuch
De laag van Nitabuch  (vernoemd naar Raissa Nitabuch) is een fibrineuze laag die zich tijdens de zwangerschap vormt tussen de chorionvilli en de decidua basalis en werd door Nitabuch in 1887 beschreven. De laag van Nitabuch bevindt zich in de zone waar embryonale weefsels in de moederlijke weefsels dringen en scheidt placentaweefsel van het myometrium. De laag van Nitabuch ligt dieper dan de laag van Rohr. 
Na zes weken zwangerschap (vanaf de laatste menstruatie) bereiken de interstitiële cytotrofoblasten de moederlijke bloedvaten en begint het omvormen van de bloedvaten. Moederlijke endotheelcellen zijn dan vervangen door deze interstitiële cytotrofoblasten. Tijdens het omvormen van de bloedvaten ontstaan bloedingen nabij de cytotrofoblastische laag en ontstaat op deze plaats de laag van Nitabuch en de laag van Rohr. De laag van Nitabuch zorgt ervoor dat de placenta niet verder kan ingroeien en is een gebied waar de placenta na de geboorte loslaat van de baarmoeder.
De laag van Nitabuch ontbreekt echter in de placenta accreta, waarbij de placenta te diep in de baarmoederwand is gegroeid.

## Afbeeldingen

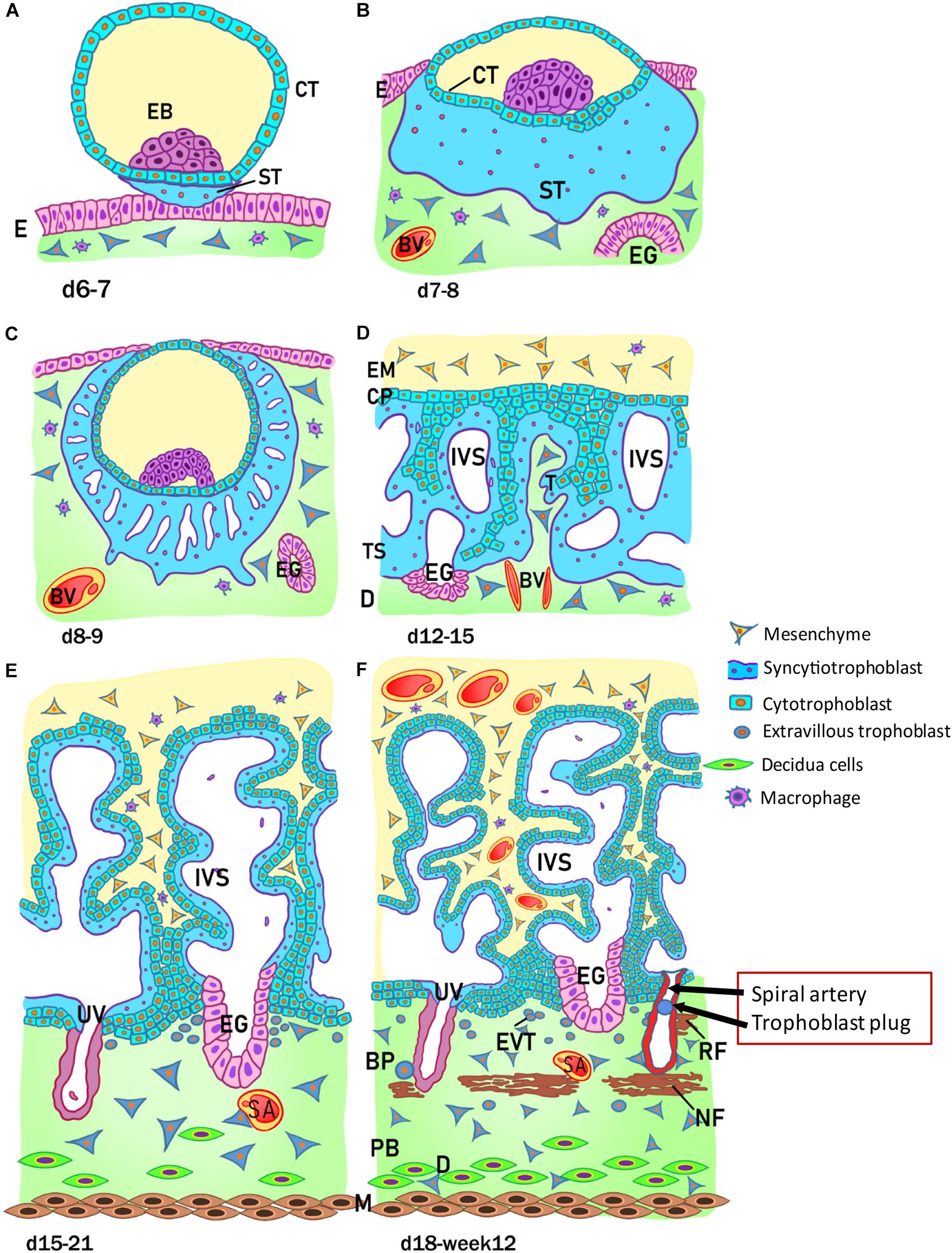
Verschillende stadia van het menselijke embryo. (A) Innesteling 6 tot 7 dagen (d) na bevruchting. (F) 18 dagen tot 12 weken na bevruchting. NF=laag van Nitabuch. NR=laag van Rohr.
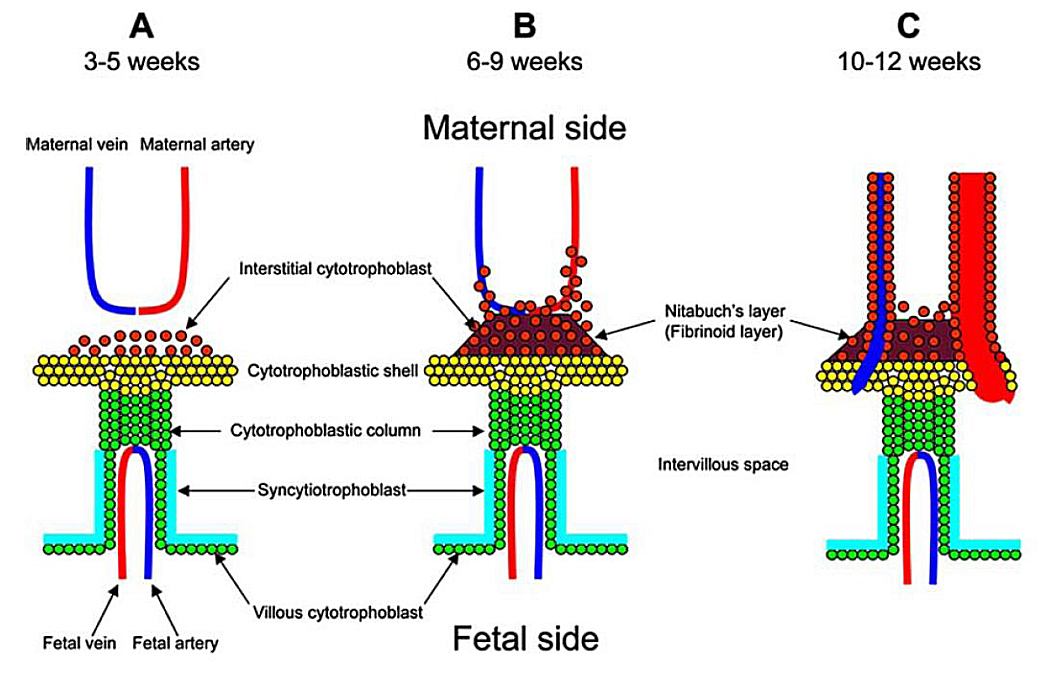
Interactie van moederlijke en foetale cellen en bloedvaten in de placenta.